# Wildlife Park
Wildlife Park è un videogioco di simulazione gestionale, in cui il giocatore deve costruire e gestire uno zoo, sviluppato dalla JoWood Productions e Encore Software Inc. e pubblicato per Microsoft Windows nel 2003.

## Animali
- Pavone indiano
- Fenicottero maggiore
- Pinguino reale
- Struzzo
- Testuggine delle Galapagos
- Stambecco
- Gazzella di Thomson
- Orice araba
- Bisonte americano
- Cervo di Padre David
- Okapi
- Giraffa
- Lama
- Dromedario
- Facocero
- Ippopotamo
- Zebra di pianura
- Rinoceronte nero
- Canguro rosso
- Elefante africano
- Otaria della California
- Tricheco
- Squalo bianco
- Orca
- Delfino comune
- Gorilla
- Orango
- Procione
- Panda gigante
- Lupo grigio
- Puma
- Leone africano
- Tigre del Bengala
- Tigre bianca
- Coccodrillo del Nilo
- Renna
- Alce americana
- Elefante indiano
- Koala
- Grizzly
- Orso polare
- Giaguaro
- Leopardo
- Pantera nera
- Scimpanzé

Espansione Wild Creatures (2004)
- Varano di Komodo
- Armadillo
- Lepre artica
- Beluga
- Manta ray
- Cavallo di Przewalski
- Quagga
- Archaeopteryx
- Velociraptor
- Tilacino
- Gigantopiteco
- Mammut lanoso
- Basilosauro
- Lontra comune
- Formichiere gigante